# Liobracon aquilonius
Liobracon aquilonius är en stekelart som beskrevs av Marsh 1970. Liobracon aquilonius ingår i släktet Liobracon och familjen bracksteklar. Inga underarter finns listade i Catalogue of Life.